# Everardo Backheuser
Everardo Adolpho Backheuser (* 23. Mai 1879 in Niterói, Brasilien; † 1. Januar 1951 ebenda) war ein brasilianischer Geograph und Geologe. Er war Professor an der Technischen Hochschule Rio de Janeiro.

## Leben
Er war der Sohn des brasilianischen  Kaufmanns João Carlos Backheuser und wurde im Deutschen Reich erzogen. Sein Großvater war der Gründer des Klubs Germania in Santos in Brasilien, seine Großmutter stammte hingegen aus Frankreich.
Everardo Backheuser besuchte das Nationalgymnasium und die Technische Hochschule in Rio de Janeiro. Er schloss das Studium als Geograph ab und war zunächst als Zivil-Ingenieur tätig. Daneben promovierte er zum Dr. rer. phys. et. nat.
Nach einigen Jahren seiner Tätigkeit als Assistent an der Technischen Hochschule in Rio de Janeiro erfolgte seine Ernennung zum Professor der Mineralogie und Geologie.
Von 1909 bis 1916 war Everardo Backheuser Staatsdeputierter in Rio de Janeiro.
Neben zahlreichen Verdiensten als Geologe und Geograph stammen von ihm auch wichtige Beitrage zur pädagogischen Psychologie in Brasilien.

## Werke (Auswahl)
- A estrutura política do Brasil. Notas prévias. Rio de Janeiro: Mendonça Machado & Cia, 1926.
- A faixa litorânea do Brasil Meridional. Ontem e hoje. Rio de Janeiro: mimeo, 1918.
- Curso de geopolítica geral e do Brasil. Rio de Janeiro: Biblioteca do Exército, 1952.
- Habitações populares. Relatório apresentado ao Exm. Sr. Dr. J. J. Seabra, Ministro da justiça e Negócios Interiores. Rio de Janeiro: Imprensa Nacional, 1906.
- Manual de Pedagogia Moderna (Teórica e Prática) – para uso das Escolas Normais e Institutos de Educação. 4ª ed. Rio de Janeiro, Porto Alegre, São Paulo: Editora Globo, 1948 (Biblioteca “Vida e Educação”).
- Problemas do Brasil. Estrutura geopolítica. O espaço. Rio de Janeiro: Omnia, 1933.

## Ehrungen
- Ehrenmedaille der Gesellschaft für Geographie zu Frankfurt am Main

## Familie
Everardo Backheuser war mit einer Brasilianerin verheiratet. Aus der Ehe gingen die beiden Söhne Everardo (* 1903) und João Carlos (* 1905) hervor.